# Djenné
Djenné je město v Mali, v němž žije více než 30 tisíc obyvatel. V roce 1988 bylo město spolu s Velkou mešitou, dokončenou roku 1907 z nepálených cihel, zapsáno do seznamu Světového dědictví UNESCO. Od roku 2016 figuruje zároveň i na seznamu světového dědictví v ohrožení.

## Dějiny
Před staletími byla města Djenné a Timbuktu důležitými zastávkami Transsaharské obchodní cesty, přinášející obrovské bohatství. Obchodníci v těchto městech těžili z transportu zlata, slonoviny a soli ze západní Afriky. Od 16. století se stala tato města v představách Evropanů legendami, představujícími všechno exotické bohatství Afriky.
To se změnilo, když Portugalci objevili Guinejský záliv a nahradili zastaralé transsaharské obchodní cesty lodní dopravou. Význam Timbuktu i Djenné upadl. Dnes je město cílem cestovatelů.
Velká mešita v Djenné má ve zdech vnitřní dřevěnou konstrukci, která je obestavěna hliněnými cihlami plněnými slámou a pokryta hliněnou vrstvou tak, že dřevěné kůly vystupují asi půl metru z obvodových zdí. Slouží zároveň jako lešení, po kterém se pohybují lidé, opravující vnější hliněný nános pravidelně každé léto po deštích. Současná Velká mešita v Djenné stojí na místě nejstarší mešity ze 13. století. Postupně byla přestavována a zvětšována, a protože je vystavěna z hlíny, nelze přesně definovat, jak je stará, neboť se stále obnovuje. Poslední zásadní rekonstrukce proběhla před více než sto lety. Celé historické město Djenné je vystavěno z hlíny a sušených hliněných cihel v súdánsko-sahelském stylu. Architektura pracuje s oblými tvary v souladu se stovky let starou tradicí, jejímž typickým znakem jsou vedle tvarů budov také dřevěné okenice s kovanými arabskými motivy. Domy ve staré čtvrti Djenné jsou charakteristické malými místnostmi a vzájemným propojením přes střechy a terasy pomocí průchodů, schodišť a lávek tvořících dohromady hliněný labyrint.
Náboženské oblasti v Djenné formálně vládne islám, fakticky však lidé vyznávají islám spolu s jedním z tradičních afrických náboženství, typicky se západoafrickým vodunem (v lokálních názvech). Muslimové nosí i v mešitě viditelně na krku tzv. kri-kri (gris-gris), tedy ochranné vodunské amulety. Jednou týdně se před Velkou mešitou v Djenné koná trh, na kterém jsou k vidění rozličná etnika z okolí města.

## Fotogalerie

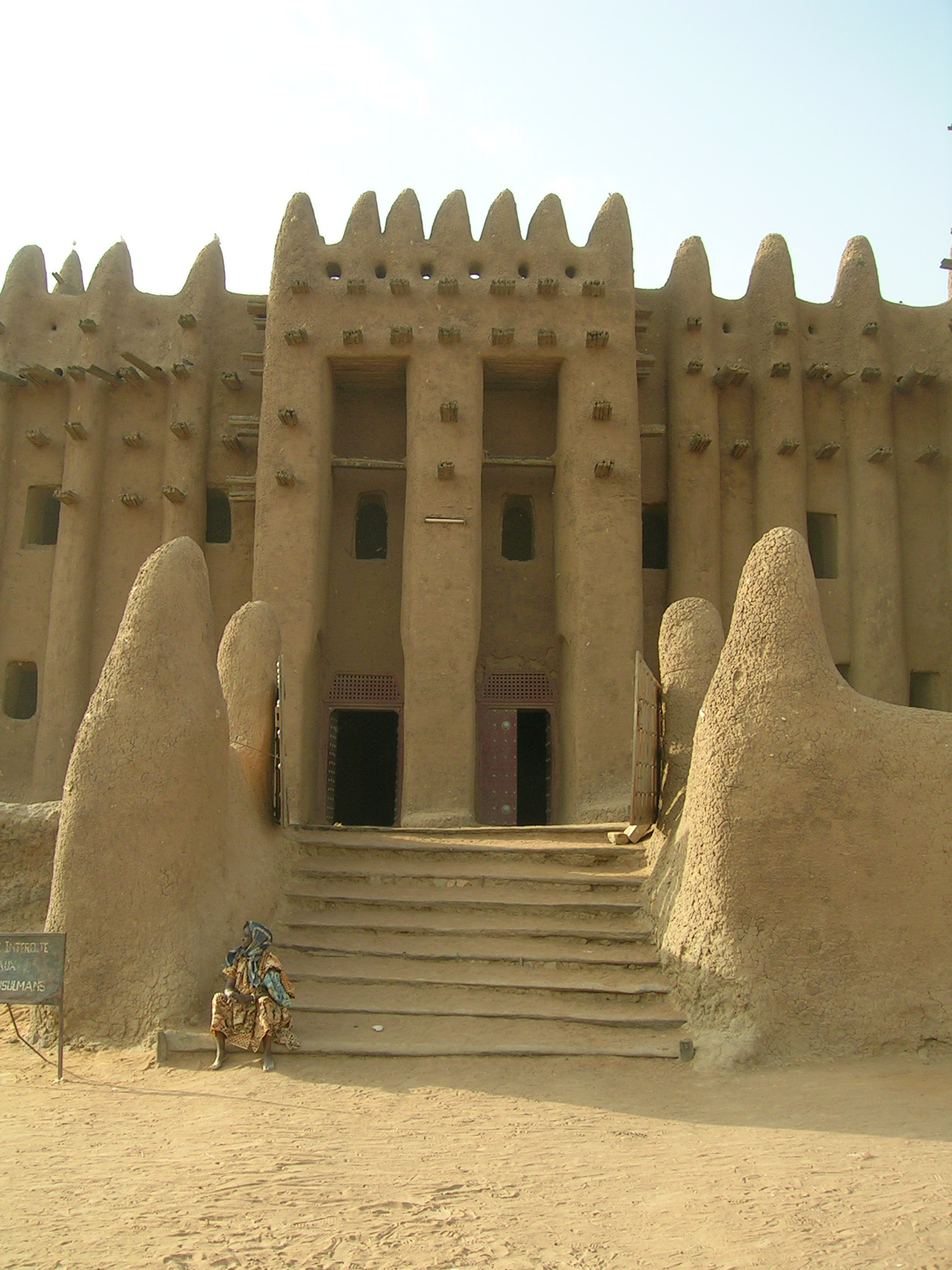
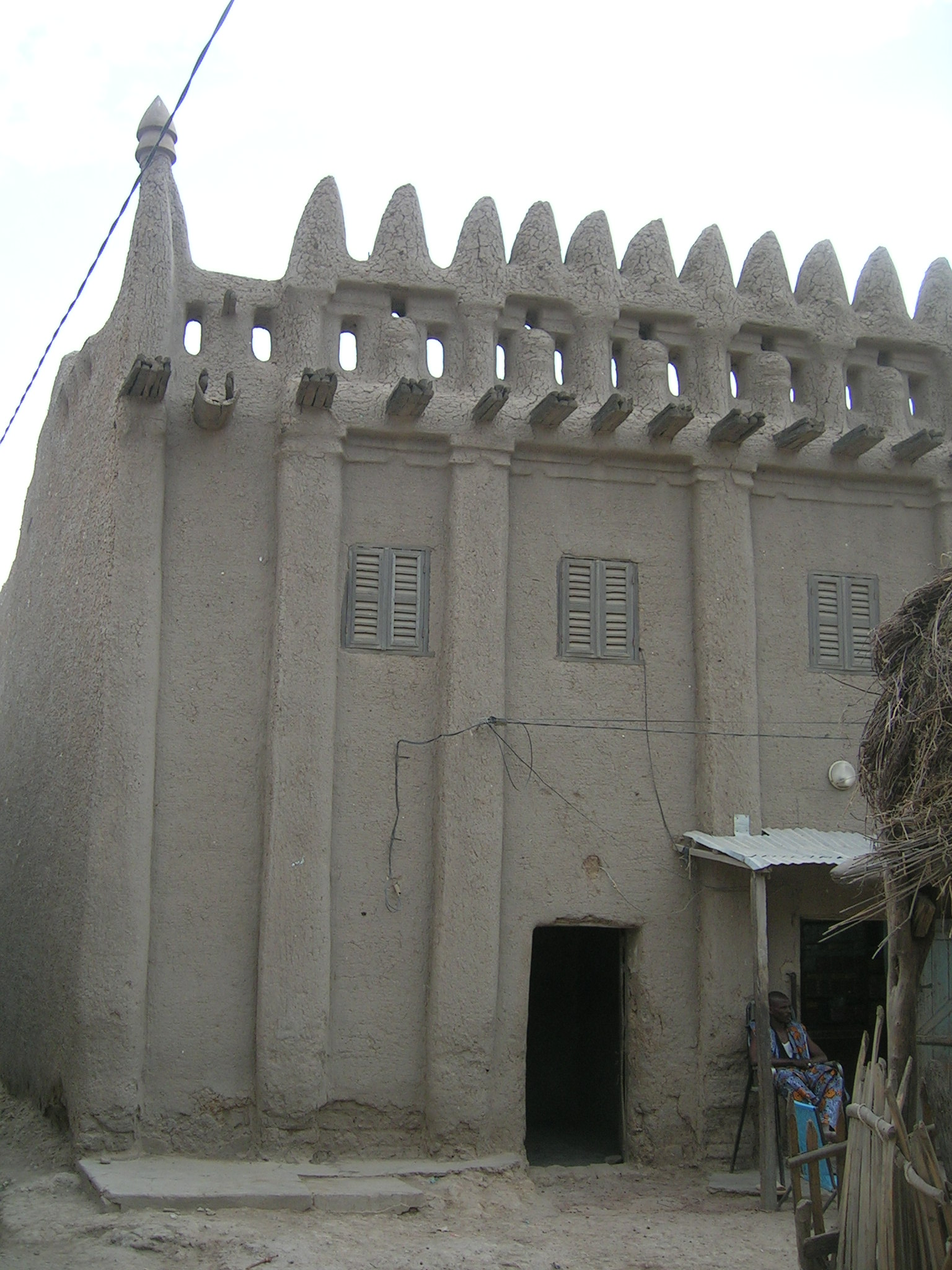
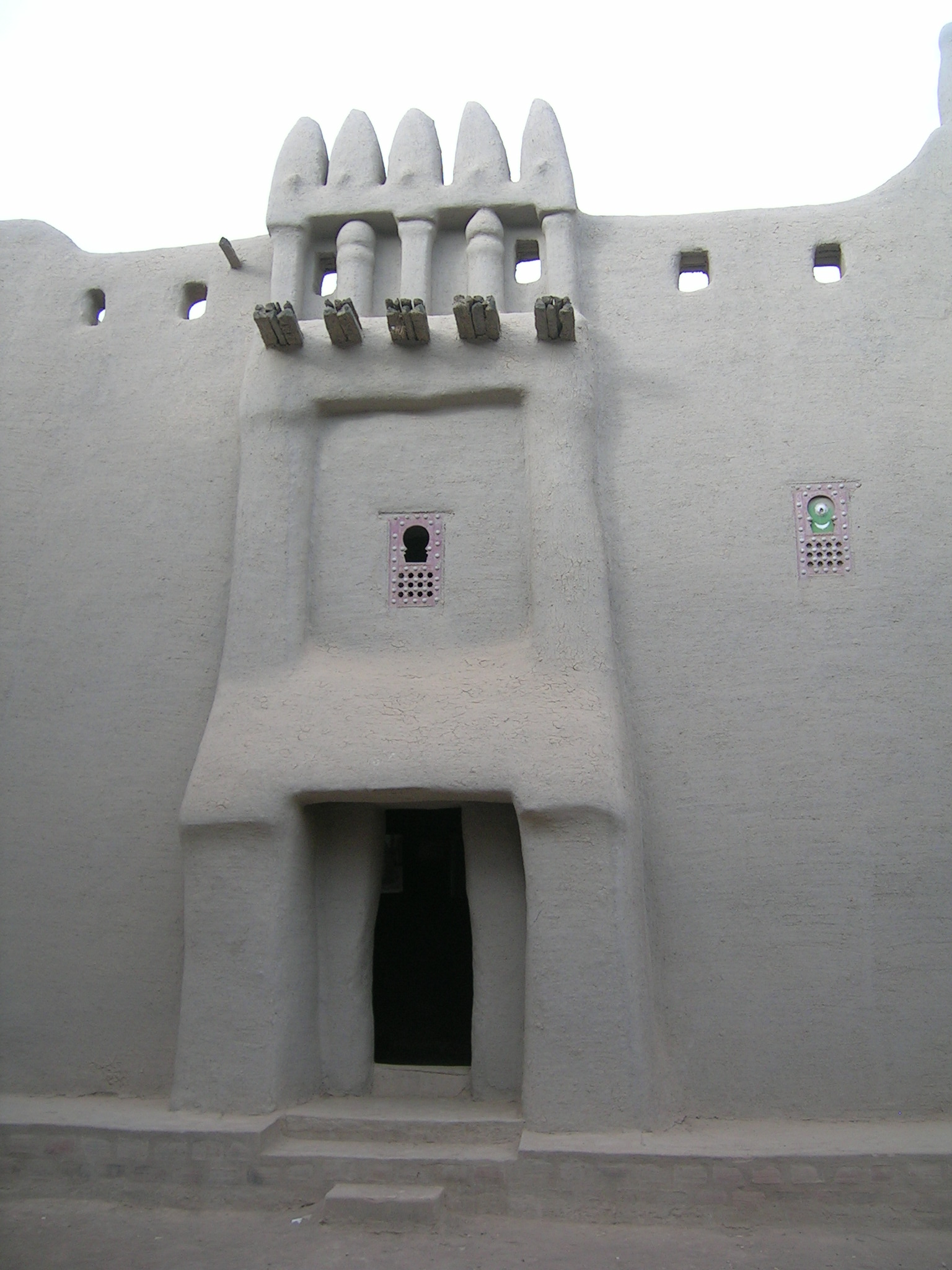